# 네안데르탈 유전학
네안데르탈인 유전학(Neanderthal genetics) 검사는 1990년대 고대 DNA 분석 기술의 발전으로 가능해졌다. 2008년 네안데르탈인 유전체 프로젝트는 네안데르탈인 미토콘드리아 DNA(mtDNA)의 전체 서열을 공개했고, 2010년에는 네안데르탈인 유전체 전체를 공개했다. 유전학적 데이터는 네안데르탈인의 진화와 초기 현생인류와의 분화에 대한 가설을 검증하는 데 유용하며, 네안데르탈인의 인구 통계학, 그리고 고인류와 현생인류의 교배를 이해하는 데에도 유용하다.
현생인류와 네안데르탈인은 여러 차례 교배를 경험했지만, 현재 인류 유전체에 존재하는 네안데르탈인 유래 유전자는 아마도 25만 년 전 유라시아에서, 그리고 4만 7천 년에서 6만 5천 년 전 근동에서 발견된 교배에서 유래한 것이다. 오늘날 네안데르탈인 유전체의 20%가 남아 있지만, 대부분의 사람들은 네안데르탈인 DNA를 몇 퍼센트 정도만 가지고 있으며, 네안데르탈인 유래 유전자는 대부분 비암호화 DNA이다. 네안데르탈인은 낮은 유전적 다양성을 유지했고 근친교배로 인한 유전적 약화(inbreeding depression)를 겪었다. 따라서 대부분의 네안데르탈인 유전자는 유전자 풀에서 선택되었을 가능성이 높다. 잡종 불화합성(hybrid incompatibility)이나 음성 선택이 없다면, 대부분의 네안데르탈인 DNA는 현생 인류 여성과 네안데르탈인 남성의 자녀로부터 유래되었을 가능성이 있다. 네안데르탈인은 또한 시베리아 알타이 산맥에서 데니소바인과 교배했다.

## 유전체 시퀀싱

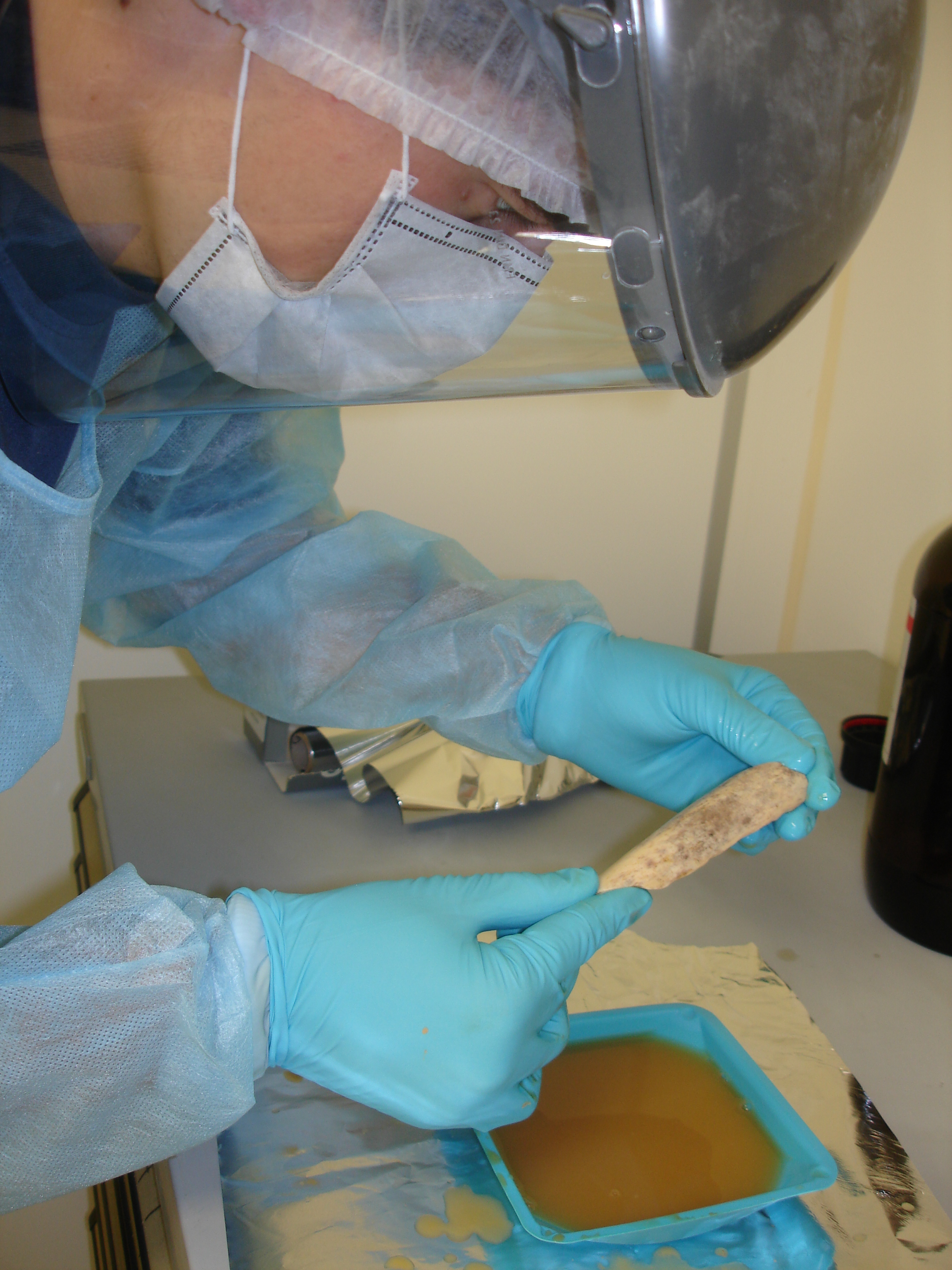
막스 플랑크 진화 인류학 연구소의 유전학자가 고대 DNA를 추출하는 모습(2005년 사진)

## 종간교배

### 현생 인류와의 교배

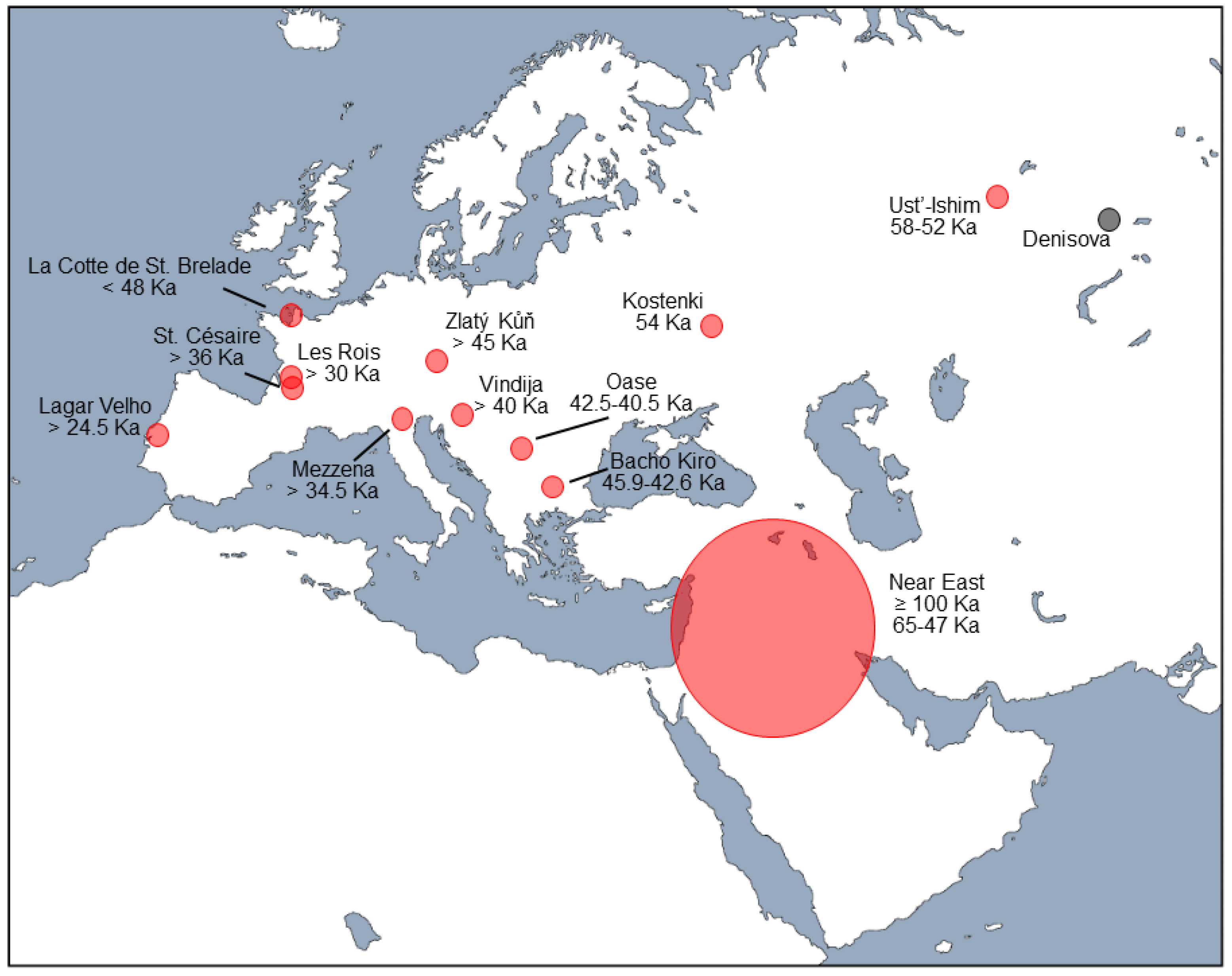
표시된 지역의 화석 샘플을 기반으로 네안데르탈인과 현대인의 혼혈이 가능한 지역과 추정 날짜를 보여주는 서부 유라시아 지도(빨간색)

최초의 네안데르탈인 유전체 서열은 2010년에 발표되었으며, 네안데르탈인과 초기 현생인 사이의 교배를 강력하게 시사했다. 연구된 모든 현대 인구의 유전체에는 네안데르탈인 DNA가 포함되어 있다. 전체적으로 네안데르탈인 유전체의 약 20%가 현대인 유전자 풀에서 살아남은 것으로 보인다.
이 비율에 대해서는 다양한 추정치가 있는데, 예를 들어 현대 유라시아인의 경우 1–4% 또는 3.4–7.9%, 현대 유럽인의 경우 1.8–2.4%, 현대 동아시아인의 경우 2.3–2.6%이다. 농경 이전의 유럽인은 현대 동아시아인과 비슷하거나 약간 더 높은 비율을 가졌던 것으로 보인다. 이 비율은 네안데르탈인의 유입 이전에 분리된 사람들의 집단과의 희석으로 인해 유럽인에게서 감소했을 수 있다. 일반적으로 연구에서는 사하라 이남 아프리카인에게서 의미 있는 수준의 네안데르탈 DNA를 발견하지 못했다고 보고했지만 2020년 연구에서는 5개 아프리카 표본 인구의 유전체에서 0.3-0.5%를 발견했는데, 이는 유라시아인이 다시 이주하여 아프리카인과 교배한 결과일 가능성이 높다.

#### 혈통
네안데르탈인의 mtDNA(어머니에게서 아이에게 유전됨)는 현생인류에는 존재하지 않는다. 이는 이종교배가 주로 네안데르탈인 남성과 현생인류 여성 사이에서 발생했다는 증거이다. 스반테 파보에 따르면, 현생인류가 네안데르탈인보다 사회적으로 우세했는지는 불분명하며, 이는 이종교배가 주로 네안데르탈인 남성과 현생인류 여성 사이에서 발생했던 이유를 설명할 수 있다. 더 나아가, 네안데르탈인 여성과 현생인류 남성이 이종교배를 했다고 하더라도, 네안데르탈인 mtDNA 계통을 가진 여성이 아들만 낳았다면 그 계통은 멸종되었을 가능성이 있다.
X 염색체에는 상염색체에 비해 네안데르탈인 조상이 상당히 적은데, 이는 현생인류와의 혼합이 주로 현생인류 여성과 네안데르탈인 남성 간의 교배의 결과였음을 시사한다. 다른 저자들은 이것이 네안데르탈인 대립유전자에 대한 음성 선택 때문일 수 있다고 제안했지만, 이 두 가지 제안은 상호 배타(mutual exclusivity)적이지 않다. 2023년 연구는 X 염색체에서 네안데르탈인 조상의 낮은 수준이 혼혈 사건의 성 편향으로 가장 잘 설명됨을 확인했으며, 이 저자들은 또한 고인류 유전자에서 음성선택의 증거를 발견했다.
현생인류에게 네안데르탈인 유래 Y 염색체가 없다는 사실(이는 아버지에서 아들로 유전됨)은 현대 인구에 조상을 제공한 잡종이 주로 여성이거나 네안데르탈인 Y 염색체가 현생인류와 호환(hybrid incompatibility)되지 않아 멸종되었다는 제안을 뒷받침하기도 한다.

## 같이 보기
- 데니소바인